# Луций Валерий Поцит (консул 449 пр.н.е.)
Вижте пояснителната страница за други личности с името Луций Валерий Поцит.
Луций Валерий Поцит (на латински: Lucius Valerius Potitus) e единият от двамата римски легендарни консули, които през 449 пр.н.е. сменят децемвирите. Другият е Марк Хораций Барбат. Поцит произлиза от род Валерии, една от най-старите патрициански фамилии на Рим.
Двамата са патрициите, които започват сдобряването с плебеите. Те вероятно създават закона Lex Hortensia, който влиза в сила обаче през 287 пр.н.е.